# Tetragnatha caffra
Tetragnatha caffra är en spindelart som först beskrevs av Embrik Strand 1909.  Tetragnatha caffra ingår i släktet sträckkäkspindlar, och familjen käkspindlar. Inga underarter finns listade i Catalogue of Life.